# 大野平吉
大野 平吉（おおの へいきち、1929年3月1日-2014年8月10日）は、日本の法学者、広島大学名誉教授。

## 略歴
東京市（現品川区）出身。1953年東北大学法学部卒。58年同大学院刑法学専攻博士課程中退。
その後、東北大学法学部講師、1960年熊本大学法文学部助教授、教授。1965年「共犯の従属性と独立性」で、法学博士（東北大学）の学位を取得。1976年広島大学法学部教授、1984年同大名誉教授。
その後、専修大学法学部教授、99年定年退任。

## 著書
- 『共犯の従属性と独立性』有斐閣 日本刑法学会選書 1964
- 『概説犯罪総論』酒井書店 1987
- 『刑事法社会学と刑法学 刑事法社会学序説』酒井書店 1999

### 翻訳
- T.D.ウェスターマン,J.W.バーフェインド『犯罪と裁判 日米の比較文化論』庭山英雄,岩井宜子共訳 尚学社 2000

## 論文
- Cinii